# Мезан-Фріу (парафія)
Мезан-Фріу (порт. Mesão Frio; МФА: [mɨ.ˈzɐ̃w ˈfɾi.u]) — парафія в Португалії, у муніципалітеті Гімарайнш. Розташована в північно-західній частині країни, на теренах історичної португальської провінції Дору-Міню. Входить до складу округу Брага. За адміністративним поділом, чинним до 1976 року, терени парафії були складовою провінції Міню. Належить до Бразької архідіоцезії Католицької церкви. Патрон — святий Роман. Площа — 4,1303 км². Населення — 4173 ос. (2011). Сильно урбанізований регіон. Густота населення — 1010,34 осіб/км²
. Код — 030830.

## Населення
| Кількість мешканців | Кількість мешканців | Кількість мешканців | Кількість мешканців | Кількість мешканців | Кількість мешканців | Кількість мешканців | Кількість мешканців | Кількість мешканців | Кількість мешканців | Кількість мешканців | Кількість мешканців | Кількість мешканців | Кількість мешканців | Кількість мешканців |
| ------------------- | ------------------- | ------------------- | ------------------- | ------------------- | ------------------- | ------------------- | ------------------- | ------------------- | ------------------- | ------------------- | ------------------- | ------------------- | ------------------- | ------------------- |
| 1864                | 1878                | 1890                | 1900                | 1911                | 1920                | 1930                | 1940                | 1950                | 1960                | 1970                | 1981                | 1991                | 2001                | 2011                |
| 428                 | 489                 | 523                 | 616                 | 786                 | 812                 | 903                 | 1 167               | 1 204               | 1 700               | 1 822               | 2 586               | 3 083               | 4 003               | 4 173               |